# اشرف کاشانی
اشرف کاشانی (زاده ۱۳۰۸ در تهران) بازیگر سینما، تئاتر و تلویزیونی اهل ایران است. وی همسر سابق جهانگیر فروهر (بازیگر) و مادر قدسی کاشانی (بازیگر) است.

## فیلم‌شناسی

### سینمایی
- سایه‌های بلند باد (۱۳۵۷)
- بت (۱۳۵۵)
- سینه‌چاک (۱۳۵۵)
- علی کنکوری (۱۳۵۲)
- برای که قلب‌ها می‌تپد (۱۳۵۰)
- جان‌سخت (۱۳۵۰)
- رضا چلچله (۱۳۵۰)
- شراره (۱۳۵۰)
- آفتاب مهتاب (۱۳۴۹)
- اجل معلق (۱۳۴۹)
- بابا کرم (۱۳۴۹)
- خشم عقاب‌ها (۱۳۴۹)
- کوچه مردها (۱۳۴۹)
- مرید حق (۱۳۴۹)
- سه فراری (۱۳۴۸)
- عشق آفرین (۱۳۴۸)
- قصر زرین (۱۳۴۸)
- ازدواج ایرانی (۱۳۴۷)
- دلاور دوران (۱۳۴۷)
- دنیای پوشالی (۱۳۴۷)
- رودخانه وحشی (۱۳۴۷)
- عشق قارون (۱۳۴۷)
- هارون و قارون (۱۳۴۶)
- سه قهرمان (۱۳۴۵)
- کلاه نمدی (۱۳۴۵)
- گنجینه سلیمان (۱۳۴۵)
- زشت و زیبا (۱۳۴۴)
- شیطون بلا (۱۳۴۴)
- من مادرم (۱۳۴۴)
- ضربت (۱۳۴۳)
- جدال به خاطر عشق (۱۳۴۲)
- دختر ساری (۱۳۴۲)
- زنگ‌های خطر (۱۳۴۲)
- محکوم (۱۳۴۲)
- مردها و جاده‌ها (۱۳۴۲)
- گلی در شوره‌زار (۱۳۴۰)
- آینه تاکسی (۱۳۳۹)
- شد شد، نشد نشد (۱۳۳۹)
- فردا روشن است (۱۳۳۹)
- روزنه امید (۱۳۳۸)
- عروس کدومه (۱۳۳۸)
- فرشته وحشی (۱۳۳۸)
- چشم به راه (۱۳۳۷)
- شاباجی خانم (۱۳۳۷)
- همه گناهکاریم (۱۳۳۷)
- مادموازل خاله (۱۳۳۶)
- برهنه خوشحال (۱۳۳۶)

### تلویزیونی
- آدم و حوا (۱۳۵۰)
- طلاق (۱۳۵۶)

### تئاتر
- مزاحم زندگی
- مرحوم آقا
- عروس اعیان
- شاهزاده خانم تاتیانا
- زامور
- در راه شیطان
- داد نزن بیدار میشه
- پروفسور سوسول
- بدگمان